# QX Gaygalan 2020
QX Gaygalan 2020 var den 22:a QX Gaygalan och den hölls på Cirkus i Stockholm den 3 februari 2020. Galan leddes av Petra Mede, som senast ledde galan 2010. Ett längre sammandrag sändes på TV4 lördagen 8 februari. Priser delades ut i 13 katagorier, med fem nominerade i varje kategori. De flesta nomineras av QX läsare, men tidningens redaktion utser hederspristagaren. Vinnaren av Drag Queen of the Year är automatiskt nominerad i kategorin "Årets drag", och år 2020 var det Diana Wolff.

## Nominerade och vinnare
Vinnarna listade i fetstil.
| Årets HBTQ | Årets hetero |
| --- | --- |
| - Tobias Karlsson - Lotta Schelin - Åsa Lindhagen - William Seth Wenzel - Michael Segerström | - Albin Ekdal - Petter Stordalen - Zara Larsson - Joel Kinnaman och Mahmut Suvakci - Mia Skäringer |
| Årets Hederspris | |
| Föreningen Förintelsens överlevande i Sverige | |
| Årets drag | Årets film |
| - Miss Vanity - Admira Thunderpussy - Imaa Queen - Diana Wolff - Miss Tobi | - And Then We Danced - Rocketman - En komikers uppväxt - Downton Abbey - Jag kommer hem igen till jul |
| Årets ställe | Årets låt |
| - Secret Garden - Backdoor - Bronx Sauna - Bee kök och bar - King Kong | - Det bästa kanske inte hänt än – Molly Sandén - Lev nu, dö sen – Miss Li - Too Late For Love – John Lundvik - Maria Magdalena – Lena Philipsson - Ashes To Ashes – Anna Bergendahl |
| Årets scen | Årets bok |
| - It Takes a Fool to Remain Sane – Ola Salo - Från Barbados till Gamla Stan – Magnus Carlsson - Etta på listan – Sissela Kyle - 20 år på scen om man avrundar uppåt – Shirley Clamp - Queen of Fucking Everything – Jonas Gardell | - Inte alltid en dans på rosor – Tobias Karlsson - Fundamentalisterna – Annika Hamrud - Ingen vet egentligen vem jag är – Lina Axelsson Kihlblom - Boken om Bo – Fanny och Ulrika Nilsson - Våra tungor smakar våld – Saga Becker |
| Årets TV-program | Årets TV-stjärna |
| - Vår tid är nu - Så mycket bättre - Störst av allt - Bröllop, begraving och dop - Sex Education | - Marianne Mörck - Clara Henry - Josefine Neldén - Josephine Bornebusch - Magnus Uggla |
| Årets Keep Up The Good Work | Årets bästa |
| - Regnbågsblod, Tobias Ström och Jesper Peterssons initiativ som verkar för att levernet och inte läggningen ska hindra blodgivning - Navid Kabiri, initiativtagare till festhelgen Stockholm Rainbow Weekend - Martin Johansson och Leo B, festfixare med dragtema - Sophia Ahlin, arrangerar Pride i Sölvesborgi protest mot att kommunalfullmäktiges beslut att inte flaffa med regnbågsflaggan - Petter Wallenberg, för sitt arbete med att informera och stöda i HBTQ-frågor | - Damernas fotbollsbrons, damlandslagets brons i VM 2019 - Regnbågstårtan i Sölvesborg, protest mot kommunalfullmäktiges beslut att inte flagga med regnbågsflaggan - Sportbladets artikelserie “Byt om, kom ut”, fotbollsproffs och hockeystjärnor lyfter fram unkna värderingar och homofobi inom sporten. - Ellie Lilja, när hon gjorde entré i Idol och synliggjorde transpersoner. - Icona Pop och Mel C, framträdandet under Stockholm Pride |